# Agapostemon heterurus
Agapostemon heterurus är en biart som beskrevs av Cockerell 1917. Agapostemon heterurus ingår i släktet Agapostemon och familjen vägbin. Inga underarter finns listade i Catalogue of Life.